# 武田和歌子…and music
『…and Music。』（アンド・ミュージック。）は、朝日放送ラジオ（ABCラジオ）で2021年10月3日から毎週日曜日の10:00 - 11:45（当初は12:00）に放送されている音楽のリクエスト番組シリーズ。同局の本社スタジオからの生放送で、武田和歌子（朝日放送テレビアナウンサー）がパーソナリティを務めている期間（2024年9月29日まで）は、『武田和歌子…and Music。』（たけだわかこ　アンド・ミュージック。）というタイトルを使用していた。
2024年10月6日以降は、関西地方を中心にDJ・タレント・ファッションモデルとして活動する田淵麻里奈（たぶち　まりな）が武田からパーソナリティを引き継ぐとともに、番組のタイトルを『田淵麻里奈…and Music。』（たぶちまりな　アンド・ミュージック。）に改めている。
当ページでは、2020年10月10日から2021年9月25日まで原則として土曜日の17:00 - 17:55に放送されていた事前収録の前身番組『武田和歌子 タソガレレストラン』（たけだわかこ タソガレレストラン）についても述べる。

## 概要

### 『武田和歌子 タソガレレストラン』
武田が（産前産後休暇などによる休演期間をはさんで）10年間パーソナリティを務めてきた『武田和歌子のぴたっと。』（平日→月 - 木曜日夕方の生ワイド番組）が2020年10月1日（木曜日）放送分で終了したことに伴って、同月10日から放送を開始。架空のレストラン『タソガレレストラン』のオーナーに扮した武田が、1990年代から最新のヒット曲を流しながら、単独でトークを展開していた。
『ぴたっと。』時代に続いて放送枠を夕方（17時台）に編成していたが、事前に収録した内容を放送していたため、朝日放送ラジオが全国高等学校野球選手権大会の試合中継を放送する期間（8月上 - 下旬）には休止。日本プロ野球（NPB）のシーズン中で『ABCフレッシュアップベースボール』としてデーゲーム（主に阪神タイガース戦）を中継した日で、中継を17時台の前半まで延長した場合には30分間の短縮版を中継に続いて放送したほか、17時台の後半以降にまで延長した場合には放送を休止していた。
2021年9月25日で放送を終了。翌週（10月2日）からは、『古川音座衛門』（武田の後輩アナウンサー・古川昌希がパーソナリティを務める生放送の音楽番組）が放送枠を引き継いでいた。

### 『…and Music。』シリーズ

#### 『武田和歌子…and Music。』（2021年10月 - 2024年9月）
『全力投球!!妹尾和夫です。サンデー』の放送枠を引き継いだ2時間番組で、『タソガレレストラン』に続いて武田が単独で進行。生放送へ移行したことに伴って、オープニングの直後（10時台の前半）と11時の時報明けに「ABCニュース」、10時台の後半に「ABC天気予報」（朝日放送グループと契約している気象予報士が出演）・「ABC交通情報」・「and music。ラジオショッピング」（ジャパネットたかたからMC社員（2023年6月までは当時同社に勤務していた馬場雄二）が電話で出演するラジオショッピングコーナー）を組み込んでいる。
その一方で、毎年8月上 - 中旬の全国高等学校野球選手権大会中継期間中は、基本として全編を休止している。ただし、第105回全国高等学校野球選手権記念大会期間中の2023年8月20日には、通常編成より1時間長く10:00 - 13:00に「スペシャルバージョン」扱いで生放送を実施した。令和5年台風第7号が8月15日に関西地方の上空を縦断することが見込まれていた影響で、同日に組まれていた全試合が1日順延された結果として、当初は準決勝の開催を予定していた20日が（準々決勝と準決勝の間に設定されている）「休養日」に変更されたことによる。
武田は、学生時代からオアシス (バンド) やUNICORNなどの楽曲を愛聴。朝日放送（旧法人）へ2001年に入社してからは、ラジオで音楽番組を担当することを希望していた。当番組の開始に際しては、このような経緯から、番組タイトルの命名にも関与。「音楽はいつも自分のそばにあって、自分は音楽に支えられている」とのニュアンスを、「…and Music。」というフレーズに込めたという。ちなみに、番組タイトルの略称は「わかこと」で、twitter上のハッシュタグにも用いられている。
「なにはともあれ 音楽を!」というコンセプトで放送していることから、「and Music。」を番組のタイトルにとどまらず、「ABCニュース」「ABC天気予報」「ABC交通情報」以外のコーナーのタイトルにも入れていることが特徴。現に、2022年度までは、大半のコーナーに「○○ and Music。」というパターンのタイトルが付けられていた（詳細後述）。ちなみに、『タソガレレストラン』の番組ロゴにも「music and …」というフレーズが入っている。
2022年11月13日には、「ABCラジオまつり2022」（朝日放送ラジオ全体では3年振りの公開イベント）が万博記念公園（大阪府吹田市）で開かれたことに伴って、会場内に設けられた生放送ブースからの中継を主体に構成。楽曲リクエストの募集や「and music。ラジオショッピング」を休止する一方で、他番組からのイベント出演者から一部をゲストに迎えたほか、武田が「DJおにぎり」と称してDJプレイを初めて公に披露した。
なお、武田は2023年度に、アノンシスト賞（JNN・JRN加盟局の優秀なアナウンサーを毎年表彰する制度）の第49回で「ラジオ　フリートーク部門」の優秀賞を受賞した。本人が2018年度から勤務する朝日放送テレビは旧法人（ラジオとの兼営体制におけるテレビ放送部門）時代の1975年度に毎日放送（旧法人）とのネットチェンジでJRNを脱退しているが、（旧法人のラジオ放送部門から）JRNに加盟している朝日放送ラジオ制作の番組がラジオ関連の審査対象に含まれていることを背景に、2023年5月7日放送分の当番組におけるオープニングトークが高く評価されたことによる。
『武田和歌子…and Music。』というタイトルでは、通算で150回にわたって放送された。しかし、武田のパーソナリティ卒業に伴って、2024年9月29日の生放送をもって幕を下ろした。武田の卒業は本人の意向によるもので、「所属部署（朝日放送テレビの編成局アナウンス部）で新しい仕事（デスク業務）を任されたことや、夫（スポーツ中継での実況を主に担当してきた同僚の小縣裕介）が（朝日放送ラジオで）早朝勤務（毎週月 - 木曜日の早朝に生放送の『おはようパーソナリティ小縣裕介です』のパーソナリティ）にも就くようになったことなどをきっかけに、2023年頃から自分の働き方を考えることが多くなっていた。その結果、『ここで一度、働き方の棚卸しをしてみよう』と思い立った」という。

#### 『田淵麻里奈…and Music。』（2024年10月以降）
2024年10月6日からは、「まりねぇ」という愛称を持つ田淵麻里奈を新たなパーソナリティに迎えたうえで、『田淵麻里奈…and Music。』というタイトルで再スタート。略称は「まりなと」で、再スタートに際しては、『武田和歌子…and Music。』から公式サイト、メールアドレス、終了の時点で放送されていたコーナーの大半を引き継いでいる。
田淵は、朝日放送ラジオで2018年から、平日の夜間に複数の生放送番組へ出演。2019年以降は、日本プロ野球シーズン中の火 - 木曜日に『ABCフレッシュアップベースボール』（プロ野球中継）のスタジオMCを務めながら、『田淵麻里奈の夜あそびはココから』（火 - 木曜日）と『ABCミュージックパラダイス』（第2期・月曜日）のパーソナリティを通年で担当してきた。しかし、朝日放送ラジオによる2024年度下半期の大規模な番組改編の一環で、『夜遊びはココから』『ABCミュージックパラダイス』とも2024年の9月第4週で放送を終了。この改編を前に武田が当番組のパーソナリティを卒業する意向を示したこと（詳細前述）もあって、田淵を武田の後任に起用することになった。
ちなみに、田淵は『武田和歌子…and Music。』としての最終回（2024年9月28日）にも、自己紹介を兼ねて10時台の前半に先行出演。また、日曜日の午前中の生放送番組でパーソナリティを任されたことにちなんで、「学生時代に（実家で）実母がコンポでCDを再生してくれることや、そのCDから流れる音楽を聴くことが、日曜日の朝の楽しみだった」と明かしている。

#### 『武田和歌子…and Music。』
下記のコーナーの合間には、武田がさまざまな声色で「and Music。」と連呼しているジングルを放送。著名なアニメーション作品のキャラクター（フグ田サザエや野原しんのすけなど）に扮したバージョンや、出身地（茨城県）の方言（茨城弁）を披露したバージョンも織り交ぜている。

##### 終了の時点（2024年4月以降）
- 「NEWS ・・・and Music。」
  - 10時台の『ABCニュース』に続いて放送。通常は、放送前週（月 - 土曜日）の主な「NEWS」（ニュース）を取り上げながら、洋楽・邦楽の違いやリリースの年代を問わず「ナイスな音楽」（主にポップスやロック）を流す。
  - 「ABCラジオまつり2022」生放送ブースからの公開生中継を実施した2022年11月13日には、武田がこのコーナーに「DJおにぎり」として登場。観衆を前に、DJプレイを初めて披露した。
- 「今旬 ・・・and Music。」
  - 10時台の後半に放送。放送時点でのトレンドを象徴する「今旬」の情報を、「ナイスな音楽」と共に紹介している。
- 「11時がやってくる!ヤァ!ヤァ!ヤァ!!」
  - 2023年から10時台の終盤に放送。ビートルズにまつわる出来事を、往年の名曲と合わせて紹介する。コーナータイトルは、原題が『A Hard Days Night』であるビートルズの作品（シングル曲・アルバム・主演映画）に、「ビートルズがやって来るヤァ!ヤァ!ヤァ!」という邦題が付けられていたことにちなんでいる。
- 「キング・ロー」
  - 2023年から11時台の前半に放送。リスナーから寄せられた「勤労」（きんろう＝仕事）にまつわる話や、何らかの「勤労」に携わっている人物を武田が紹介する。
  - コーナータイトルの「キング・ロー」は、バンド名を「キング・ヌー」と読ませるKing Gnuに、「一緒に誰かの勤労に感謝しましょう」という番組側からのメッセージを重ねている。
  - 当番組の紹介を目的に朝日放送ラジオで流れているスポットCMは、2023年から「キング・ロー」の紹介に特化したバージョンに変更。このバージョンでは、武田が上記のメッセージを最後に添えている。
- 「シチュエーション・リクエスト」
  - 架空の「シチュエーション」（状況）をリスナーに提示したうえで、その状況に見合った楽曲のリクエストを放送中に募集。寄せられたリクエスト曲の一部を、リクエストに添えられたメッセージ（その状況へ遭遇した場合に実現させたいことなど）と合わせて11時台の後半に放送する。

##### 過去（2024年3月以前に終了）
- 「つながる ・・・and Music。」
  - 11時台の前半に放送。通常は「年代・世代・性別を越えて音楽でつながる」というテーマの下に、意外な「つながり」（共通する要素）を見出せる複数の楽曲やアーティストを紹介していた。「ABCラジオまつり2022」生放送ブースからの公開生中継を実施した2022年11月13日には、武田がこのコーナーでも「DJおにぎり」としてDJプレイを披露。

#### 『田淵麻里奈…and Music。』
◎を付けたコーナーは、『武田和歌子…and Music。』から継承。

- 「NEWS ・・・and Music。」◎
- 「11時がやってくる!ヤァ!ヤァ!ヤァ!!」◎
- 「シチュエーション・リクエスト」◎
- 「きになるまりな!?」
  - 「まりな」こと田淵麻里奈が気になっていることや、興味があることを、音楽を交えながら紹介する。